# Список храмов Вологды

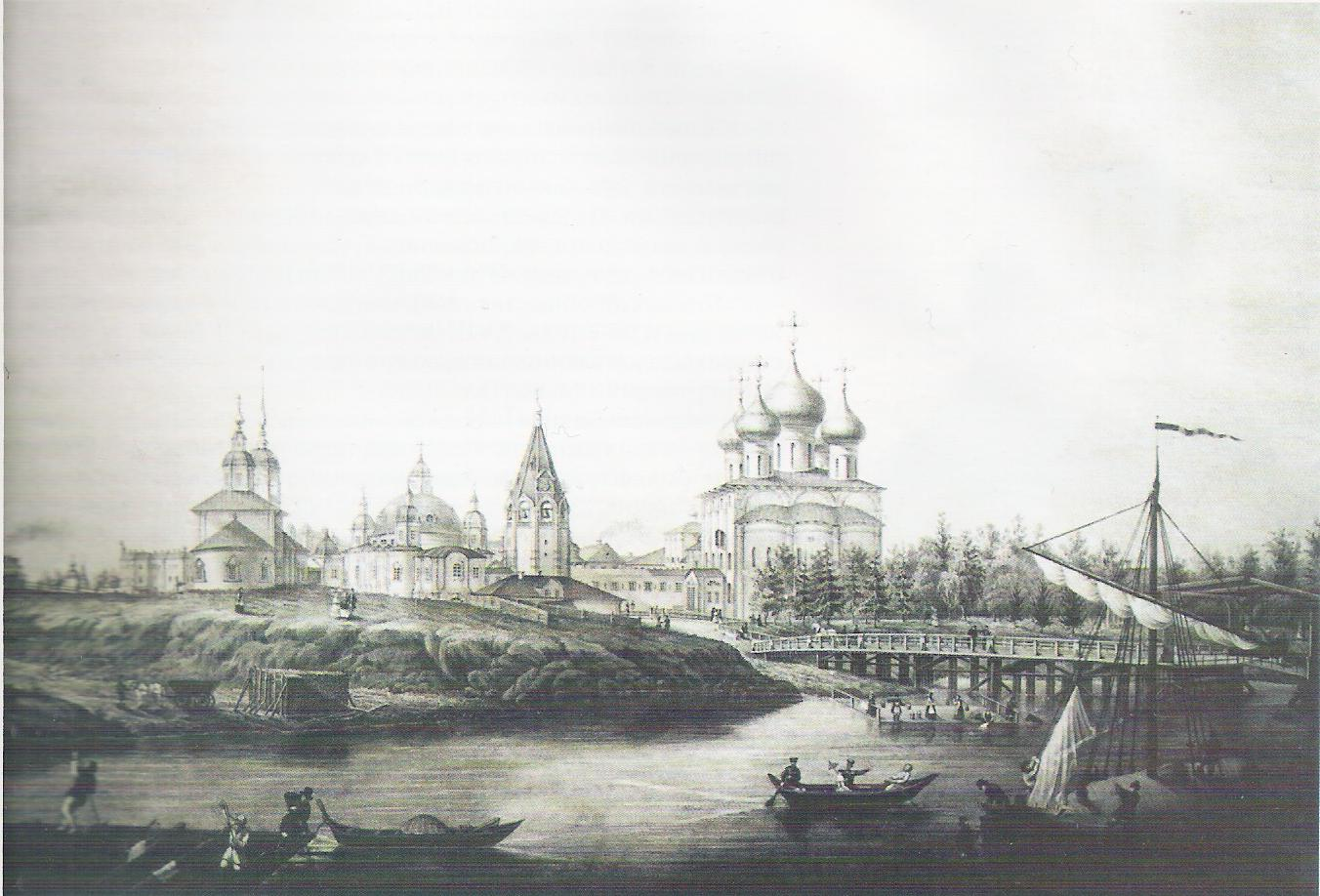
Гравюра А. Скино, 1853 г. по рисунку А. Ушакова «Вид вологодских соборов», 1837 г.

В статье приведён список храмов всех религий и конфессий, действующих, так и закрытых и уничтоженных в годы Советской власти, находящиеся на территории города Вологды в его современных границах
В списке указаны все действующие и недействующие храмы, храмы-музеи Вологды. Помимо обычных приходских храмов, указаны кладбищенские церкви, соборы) и др. Бесприходные, приписные и домовые церкви обозначены по состоянию на 1917 год. Монастыри и их храмы, а также часовни приведены отдельными списками ниже.
Звёздочкой (*) обозначены памятники архитектуры.

## Православные

### Храмы
В этой части списка приводятся соборы, приходские, бесприходные, кладбищенские церкви.
| Фото                  | Наименование (церковь, если не указано иначе)                       | Постройка                              | Закрытие        | Разрушение     | Код памятника                                           |
| --------------------- | ------------------------------------------------------------------- | -------------------------------------- | --------------- | -------------- | ------------------------------------------------------- |
|                       | Александра Невского                                                 | XVIII век, начало                      |                 |                | Объект культурного наследия № 3500083000 (региональный) |
|                       | Антипия*                                                            | 1777 год                               | 1930            |                |                                                         |
|                       | Андрея Первозванного (Спасо-Преображенская) во Фрязинове*           | 1660—1670-е годы                       | 1930 — ?        |                |                                                         |
|                       | Афанасия Александрийского (бесприходная)                            | XVIII век, конец                       | 1924            | 1924           |                                                         |
|                       | Благовещения                                                        | 1801—1817                              | 1930            | 1936           |                                                         |
|                       | Введенская тёплая (кладбищенская)                                   | 1854                                   | 1938            |                |                                                         |
|                       | Введенская холодная (кладбищенская)                                 | 1818                                   |                 | 1937           |                                                         |
|                       | Владимирской иконы Богоматери (холодная)*                           | 1759—1764                              | 1928            |                |                                                         |
|                       | Власия Севастийского*                                               | 1713                                   | 1930            |                | Объект культурного наследия № 3500000775 (региональный) |
|                       | Вознесения Христова (бесприходная)                                  | 1698                                   | 1925            | 1928—1929 годы |                                                         |
|                       | Воскресения Христова на Ленивой площадке                            | 1762—1763                              | 1930            | 1936           |                                                         |
|                       | Гавриила Архангела*                                                 | 1778—1780                              | 1930            |                |                                                         |
|                       | Гавриила Архангела (Владимирская тёплая)*                           | 1685—1689                              | 1930            |                |                                                         |
|                       | Воскресенский собор*                                                | 1772—1776                              | 1938            |                |                                                         |
|                       | Георгия Победоносца на Наволоке (холодная)                          | 1650—1675 годы                         | 1930            | 1936           |                                                         |
|                       | Георгия Победоносца на Наволоке (тёплая)*                           | XVIII век, начало                      | 1930            |                |                                                         |
|                       | Дмитрия Прилуцкого на Наволоке (холодная)*                          | 1710—1711                              | 1930            |                |                                                         |
| Екатерины во Флоровке | 1776                                                                | 1930                                   |                 |                |                                                         |
|                       | Зосимы и Савватия*                                                  | 1759—1773                              | 1928—1929       |                |                                                         |
|                       | Знамения (Иоанна Предтечи в Дюдиковой пустыни тёплая)               | 1748                                   |                 |                |                                                         |
|                       | Иоанна Предтечи в Дюдиковой пустыни (холодная)                      | 1653                                   | 1924—1929       | 1932           |                                                         |
|                       | Иоанна Предтечи в Рощенье*                                          | 1710—1717                              |                 |                |                                                         |
|                       | Иоанна Златоуста*                                                   | 1650—1700 годы                         | 1930            |                |                                                         |
|                       | Иоанна Богослова*                                                   | 1744                                   | 1930            |                |                                                         |
|                       | Казанской иконы Богоматери на Торгу (на Болоте)                     | 1760 год (перестроена)                 | 1929            | 1930-е         | Объект культурного наследия № 3510075000 (федеральный)  |
|                       | Кирилла Белозерского в Рощенье*                                     | XVII век, середина                     | 1924            |                |                                                         |
|                       | Кирилло-Иоанно-Богословская семинарская (бесприходная)              | 1655                                   | 1924            |                |                                                         |
|                       | Константина и Елены*                                                | 1690 год, около                        | 1930 — ?        |                | Объект культурного наследия № 3510065000 (федеральный)  |
|                       | Лазаря (кладбищенская)                                              | 1775—1790; перестроена в 1887          |                 |                | Объект культурного наследия № 3500000688 (региональный) |
|                       | Леонтия Ростовского                                                 | 1758                                   | 1930            |                |                                                         |
|                       | Михаила Архангела, приписана к Иоанно-Богословской (бесприходная)   | 1780                                   | 1925            | 1926           |                                                         |
|                       | Николая Чудотворца на Валухе                                        | 1755                                   | не позже 1930-х |                |                                                         |
|                       | Николая Чудотворца на Сенной площади                                | 1713—1777                              | 1924            | 1928           |                                                         |
|                       | Николая Чудотворца на Глинках*                                      | 1676                                   |                 |                | Объект культурного наследия № 3500000769 (региональный) |
|                       | Николая Чудотворца на Горе «Золотые Кресты»*                        | XVII век, конец — XVIII век, начало    | 1930            |                |                                                         |
|                       | Николая Чудотворца во Владычной слободе*                            | 1669                                   |                 |                |                                                         |
|                       | Параскевы Пятницы на Пятницком мосту                                | XVII век, конец                        | 1930            | 1960-е, начало |                                                         |
|                       | Петра и Павла в Новинках*                                           | 1772                                   | 1930            |                |                                                         |
|                       | Покрова Богородицы на Козлёне*                                      | 1704—1709                              |                 |                |                                                         |
|                       | Покрова Богородицы на Торгу                                         | 1778—1780                              |                 |                |                                                         |
|                       | Рождества Богородицы собор (Вологда) (бывшая кладбищенская церковь) | 1836—1838                              |                 |                |                                                         |
|                       | Рождества Христова (Стефана Пермского) на Архиерейском дворе*       | 1667—1670                              | 1924—1929       |                |                                                         |
|                       | Рождества Богородицы на Нижнем Долу*                                | 1769 год (перестроена)                 | 1930            |                | Объект культурного наследия № 3500000797 (региональный) |
|                       | Рождества Богородицы на Верхнем Долу                                | XVIII век, начало                      | 1925            | 1928           |                                                         |
|                       | Софийский собор*                                                    | 1568—1570                              |                 |                |                                                         |
|                       | Спаса Преображения на Болоте                                        | 1768                                   | 1930            | 1937           |                                                         |
|                       | Спасо-Всеградский Обыденный собор                                   | 1688—1698                              | 1924            | 1972           |                                                         |
|                       | Сретения Господня*                                                  | 1731—1735                              | 1930            |                |                                                         |
|                       | Троице-Герасимовская на Кайсаровом ручье                            | 1717                                   |                 | 1930           |                                                         |
|                       | Успения Богородицы (Дмитрия Прилуцкого тёплая)*                     | 1750—1759                              |                 |                |                                                         |
|                       | Федора Стратилата (бесприходная)                                    | XVII век, середина; перестроена в 1769 | 1924            | 1936           |                                                         |

### Монастырские храмы
| Фото | Наименование (церковь)                                           | Постройка | Закрытие | Разрушение | Код памятника |
| ---- | ---------------------------------------------------------------- | --------- | -------- | ---------- | ------------- |
|      | Александра Невского при Александровском детском приюте (домовая) | 1888      |          |            |               |
|      | Александра Невского при реальном училище (домовая)               | 1898      |          |            |               |
|      | Воздвиженская надвратная (домовая)                               | 1678—1692 |          |            |               |
|      | Духовская при мужской гимназии (домовая)                         | 1834      |          |            |               |
|      | Покровская-Александринская при женской гимназии (домовая)        | 1896      |          |            |               |
|      | Скорбященская при арестантском отделении (домовая)               | 1883      |          |            |               |
|      | Скорбященская при больнице губернского земства (домовая)         | 1871      |          |            |               |
|      | Скорбященская при тюремном замке (домовая)                       | 1824      |          |            |               |

| Логотип конкурса «Вики любит памятники» | Объект культурного наследия: № 3500000768 |

| Логотип конкурса «Вики любит памятники» | Объект культурного наследия: № 3500000768 |

| Логотип конкурса «Вики любит памятники» | Объект культурного наследия: № 3500015002 |

| Логотип конкурса «Вики любит памятники» | Объект культурного наследия: № 3500015001 |

| Логотип конкурса «Вики любит памятники» | Объект культурного наследия: № 3510031002 |

| Логотип конкурса «Вики любит памятники» | Объект культурного наследия: № 3510031001 |

| Логотип конкурса «Вики любит памятники» | Объект культурного наследия: № 3510145007 |

| Логотип конкурса «Вики любит памятники» | Объект культурного наследия: № 3510145008 |

| Логотип конкурса «Вики любит памятники» | Объект культурного наследия: № 3510145010 |

| Логотип конкурса «Вики любит памятники» | Объект культурного наследия: № 3510145012 |

| Логотип конкурса «Вики любит памятники» | Объект культурного наследия: № 3510145013 |

| Логотип конкурса «Вики любит памятники» | Объект культурного наследия: № 3510145011 |

### Часовни
| Фото | Часовня                                                | Постройка      | Закрытие | Разрушение |
| ---- | ------------------------------------------------------ | -------------- | -------- | ---------- |
|      | Арсения Комельского*                                   | XX век, начало |          |            |
|      | Белоризцев                                             | 1911           |          |            |
|      | Казанской иконы Богоматери на Гостинодворской площади  | 1676           |          | 1924       |
|      | Казанской иконы Богоматери на Пречистенской набережной | ?              |          |            |
|      | Николая Рынина                                         | 1916           |          |            |

## Иных христианских деноминаций
| Фото | Наименование                                             | Постройка | Закрытие | Разрушение | Код памятника |
| ---- | -------------------------------------------------------- | --------- | -------- | ---------- | ------------- |
|      | Воздвижения Святого Креста, римско-католическая церковь* | 1909—1913 | 1929     |            |               |
|      | Воскресения Христова, лютеранская кирха                  | 1898      | 1929     | 1980-е     |               |

## Иных религий
| Фото | Наименование     | Постройка                       | Закрытие  | Разрушение                     | Код памятника |
| ---- | ---------------- | ------------------------------- | --------- | ------------------------------ | ------------- |
|      | Мечеть Аль-Джума | 1998—2001                       |           |                                |               |
|      | Синагога         | XIX век, конец — XX век, начало | 1924—1929 | 1950-е, конец — 1960-е, начало |               |